# Dee Palmer
Dee Palmer, anteriormente David Palmer (2 de julho de 1937 em Londres) é uma arranjadora e tecladista britânica, mais conhecida como integrante da banda de rock progressivo Jethro Tull entre 1977 e 1980. 

## Início de carreira
Palmer estudou composição na Royal Academy of Music com Richard Rodney Bennet, vencendo o prêmio Eric Coates e o prêmio The Boosey and Hawkes e durante seus estudos ensinou clarinete para estudantes em segunda graduação. Ela foi apontada como Fellow of the Royal Academy of Music, uma honraria especial da instituição a antigos alunos, em 1994.

## Jethro Tull e outros trabalhos
Seguindo sua carreira como arranjadora e condutora de sessões de gravação, Palmer gravou seu promeiro projeto, o álbum Nicola, em 1967 com Bert Jansch. Ela foi então indicada a Terry Ellis, então agente do Jethro Tull, que estava fazendo seu primeiro disco no Sound Techniques Studio em Chelsea, Londres. Em um prazo apertado, Palmer desenvolveu os arranjos para instrumentos de sopro e cordas na composição de Mick Abrahams, "Move on Alone" do album This Was. Esse trabalho e sua performance profissional a tornaram requisitada pela banda e ela em breve os visitou de novo, com um arranjo para quarteto de cordas para "A Christmas Song". Palmer arranjou cordas, metais e instrumentos de sopro para canções do Jethro Tull no final dos anos 60 e início dos anos 70, antes de se juntar formalmente ao grupo in 1976, tocando primariamente teclados eletrônicos. Em 1980, o líder da banda, Ian Anderson, queria lançar o album A com outros músicos como um projeto solo, mas foi persuadido pela gravadora a lançá-lo sob o nome Jethro Tull. Isso resultou na saída de quase todos os membros da banda, incluindo Palmer, deixando apenas o guitarrista Martin Barre e o próprio Ian. Palmer formou um novo grupo, chamado Tallis, com John Evan, ex-pianista e organista do Jethro Tull. O novo grupo não foi um sucesso comercial, e Palmer voltou a escrever trilhas sonoras de filmes e a gravar sessões.
A partir dos anos 80, Palmer produziu albuns de arranjos orquestrais com a músicas de várias bandas de rock, incluindo Jethro Tull, Pink Floyd, Genesis, Yes, The Beatles and Queen.

## Transição de gênero
Em 1998, Palmer se revelou transgênera e intersexual, mudando seu nome para Dee. Palmer nasceu com ambiguidade genital, foi designada como masculina no nascimento e passou por muitas cirurgias, sendo que as últimas foram realizadas quando estava próxima de fazer 30 anos. Palmer disse que sua disforia de gênero foi parte de sua vida desde que ela era jovem, e que "começou a aflorar novamente" no ano após a morte de sua esposa Maggie em 1995.

## Discografia

### Com Jethro Tull

#### Fazendo arranjos orquestrais
- This Was (1968)
- Stand Up (1969)
- Benefit (1970)
- Aqualung (1971)
- Thick as a Brick (1972)
- A Passion Play (1973)
- War Child (1974)
- Minstrel in the Gallery (1975)
- Too Old to Rock 'n' Roll: Too Young to Die! (1976)

#### Como membro fixo
- Songs from the Wood (1977)
- Heavy Horses (1978)
- Bursting Out (album ao vivo de 1978)
- Stormwatch (1979)
- Nightcap : The Unreleased Masters 1972–1991 (1993)
- Live at Madison Square Garden 1978 (2009 DVD)

### Arranjos Sinfônicos
- A Classic Case, também conhecido como Classic Jethro Tull (1986)
- We Know What We Like (Genesis) (1987)
- Orchestral Maneuvers: The Music Of Pink Floyd (1991)
- Symphonic Music of Yes (1993)
- Passing Open Windows: A Symphonic Tribute to Queen (1996)
- Orchestral Sgt. Pepper's (version of The Beatles' album Sgt. Pepper's Lonely Hearts Club Band)